# Hampstead (Nova Brunswick)
Hampstead és una parròquia situada al sud del comtat de Queens, a la província canadenca de Nova Brunswick. Fou constituïda el 9 de novembre de 1966 i ocupa una superfície de 206 km². En el cens de 2006 tenia 278 habitants.